# Jennifer Lawrence

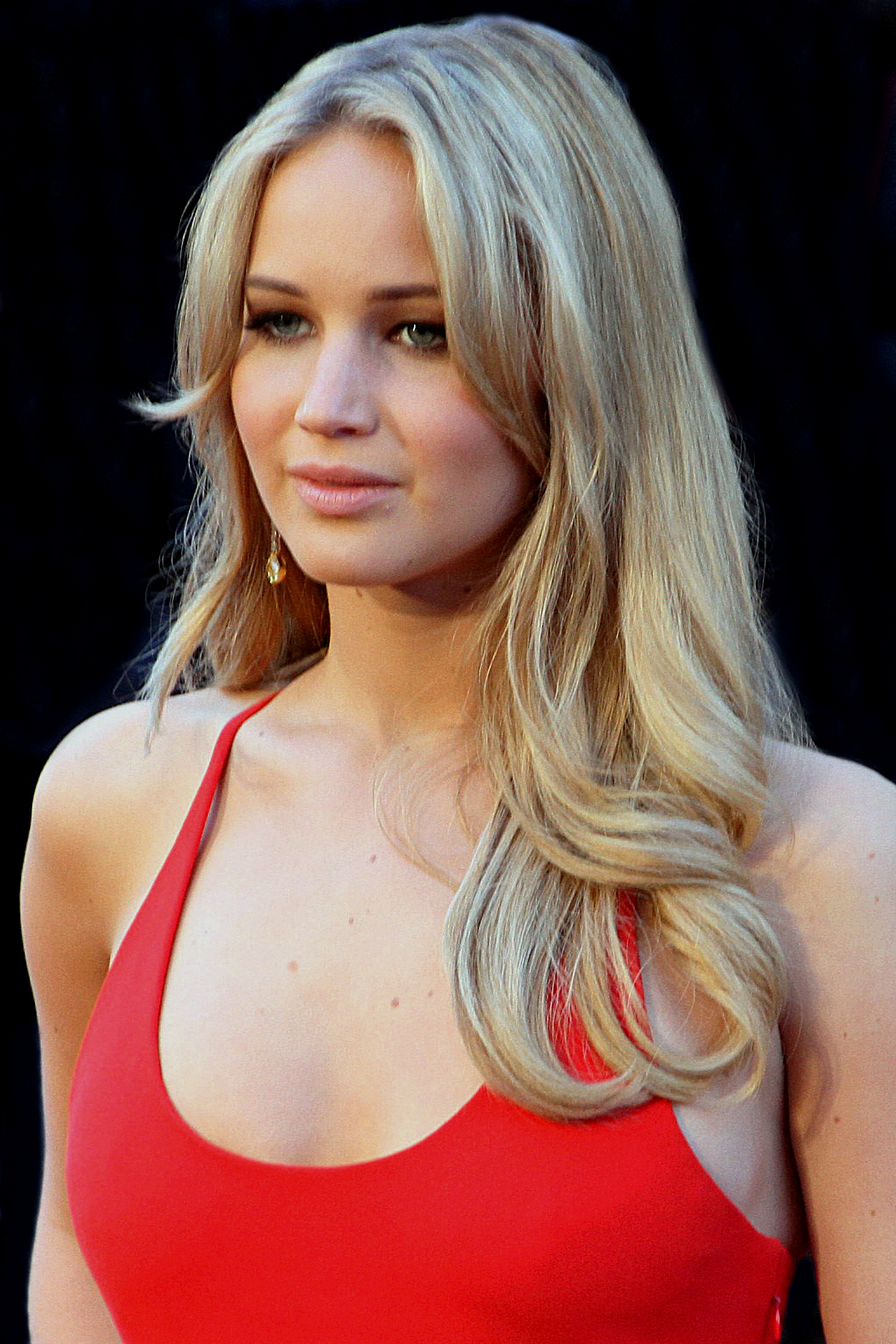
Jennifer Lawrence (2011)

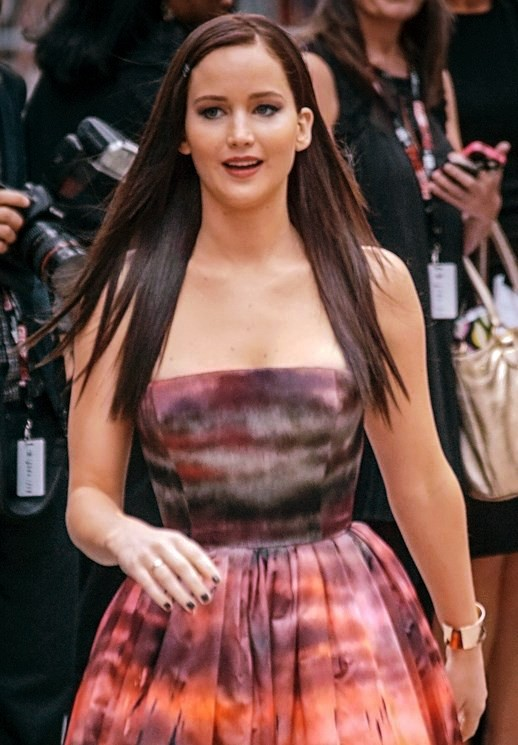
Jennifer Lawrence (2012)

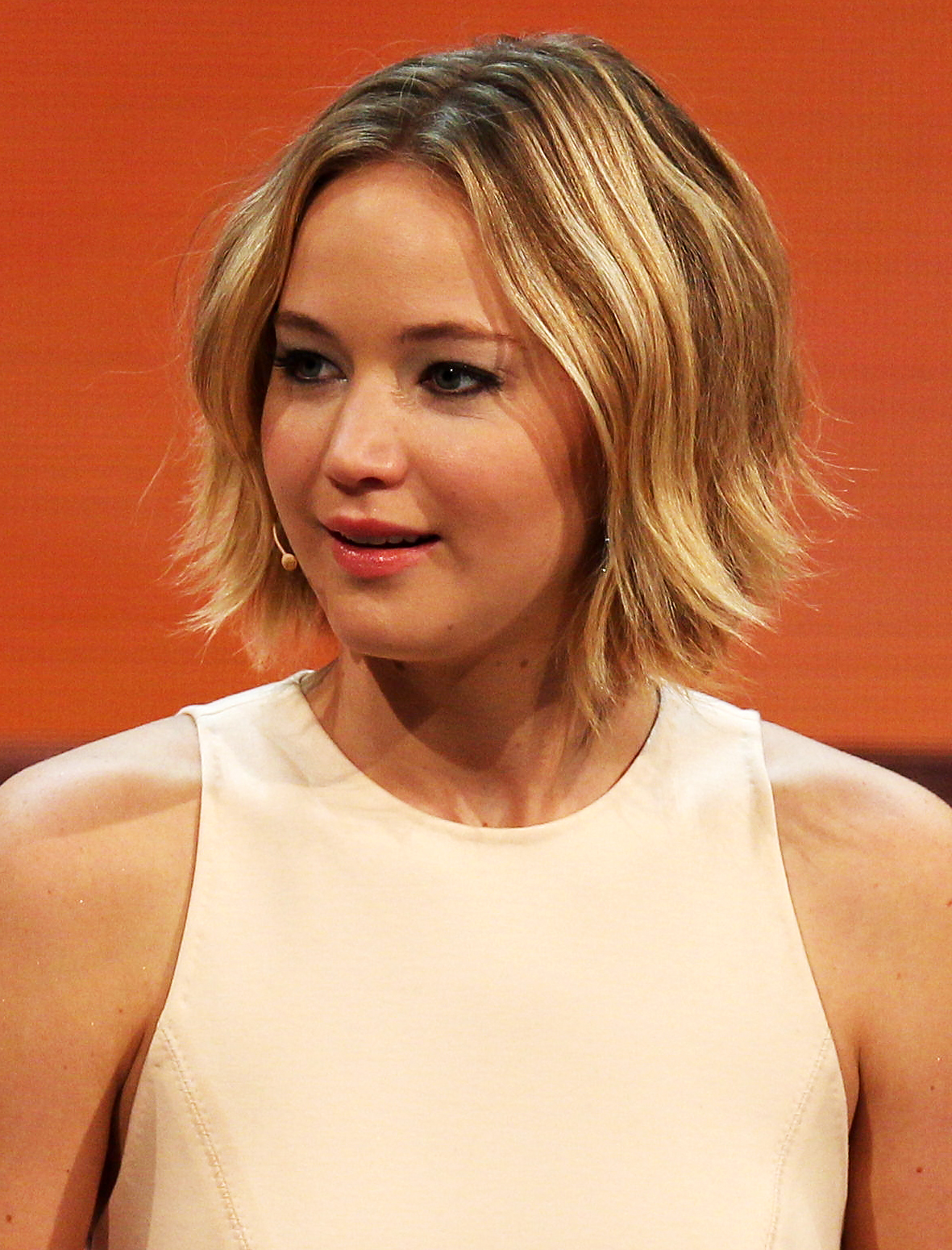
Jennifer Lawrence (2014)

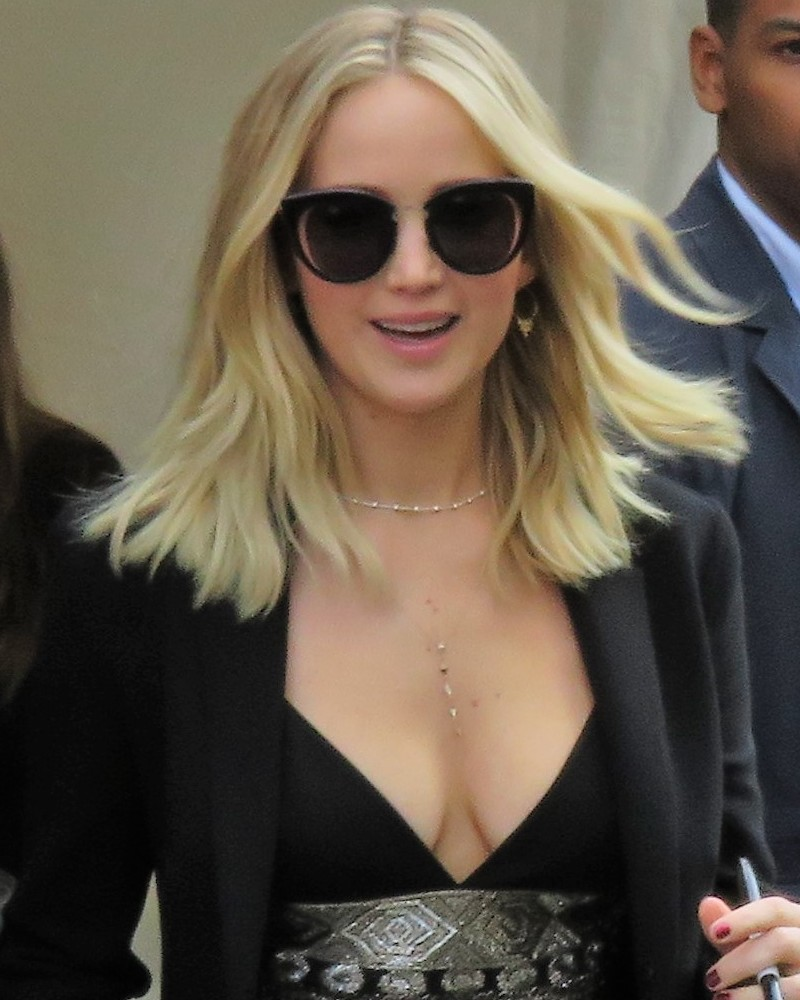
Jennifer Lawrence (2017)

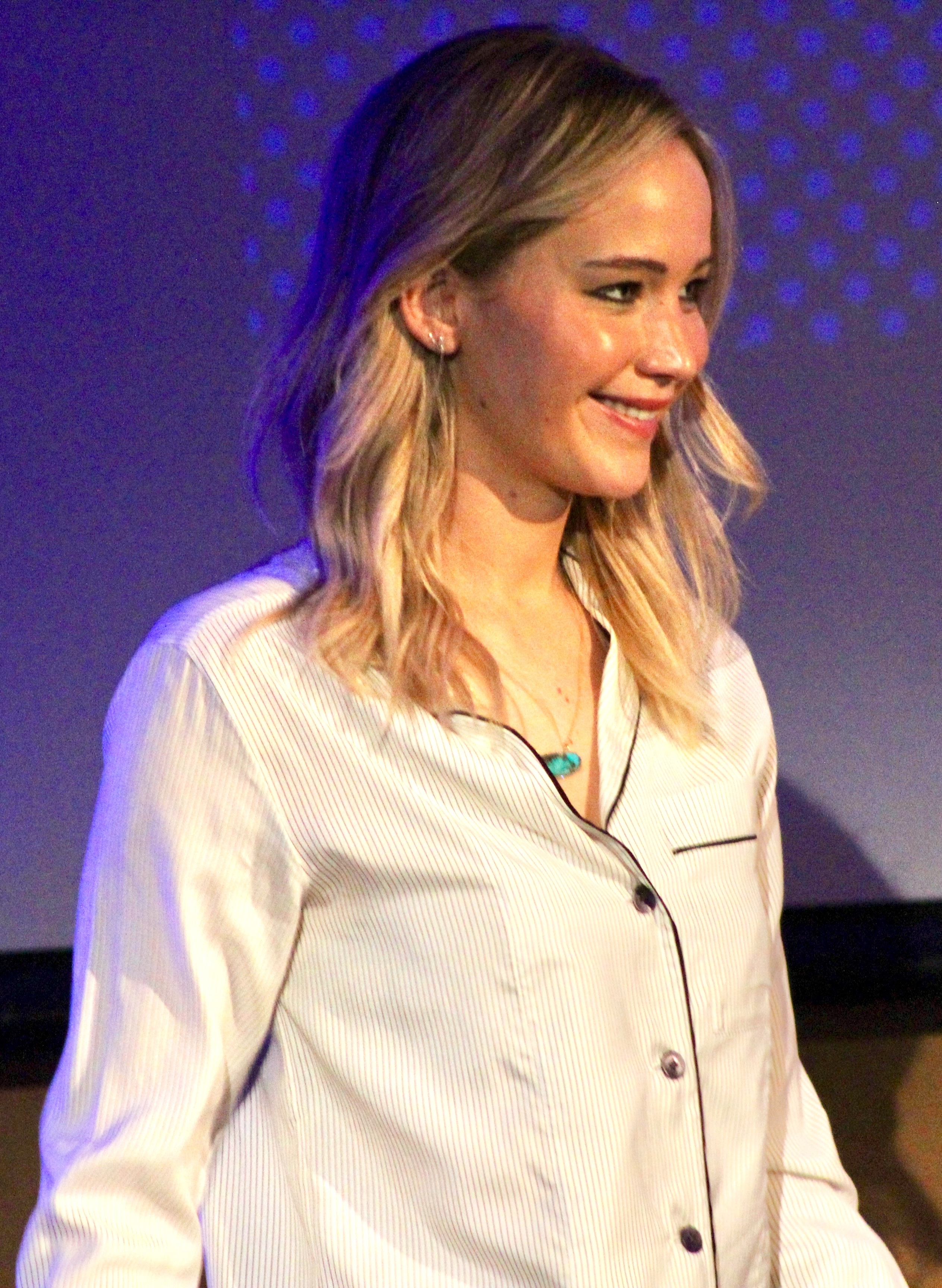
Jennifer Lawrence (2018)

Jennifer Shrader Lawrence (ur. 15 sierpnia 1990 w Indian Hills) – amerykańska aktorka i producentka filmowa. Była czterokrotnie nominowana do Oscara, zdobywając statuetkę dla najlepszej aktorki pierwszoplanowej za rolę w filmie Poradnik pozytywnego myślenia.

## Początki kariery
Urodziła się oraz wychowała w stanie Kentucky, jako córka Gary'ego i Karen (z d. Koch). W wieku 14 lat postanowiła rozpocząć karierę aktorską, zdołała nakłonić rodziców, aby w Nowym Jorku znaleźli jej agenta. Mimo faktu, że nie miała przygotowania i doświadczenia aktorskiego, otrzymała wysokie wyniki na przesłuchaniu w agencji aktorskiej. Jennifer ukończyła szkołę dwa lata wcześniej i rozpoczęła profesjonalną karierę aktorską.
Lawrence zagrała w debiucie reżyserskim Guillermo Arriagi Granice miłości, u boku Charlize Theron i Kim Basinger. Za występ w tym filmie otrzymała nagrodę im. Marcello Mastroianniego dla najbardziej obiecującej młodej aktorki, podczas Międzynarodowego Festiwalu Filmowego w Wenecji w 2008 roku.
Po epizodycznych rolach w serialach Detektyw Monk, Dowody zbrodni i Medium otrzymała główną rolę kobiecą w serialu stacji TBS Terapia domowa, za którą otrzymała Nagrodę Młodych Artystów.
Następnie Jennifer otrzymała główną rolę w filmie Lori Petty The Poker House, u boku Selmy Blair. Aktorka starała się również o role Belli Swan i Rosalie Hale w pierwszej części popularnej sagi Zmierzch, jednak żadnej roli nie otrzymała.

## Sukcesy i sława
W 2010 roku aktorka wystąpiła w filmie Debry Granik Do szpiku kości, którego premiera odbyła się podczas Festiwalu Filmowego w Sundance. Obraz otrzymał na tym festiwalu Nagrodę Główną Jury dla najlepszego filmu dramatycznego oraz nagrodę za scenariusz. Sama Lawrence otrzymała pozytywne recenzje od krytyków. Została nominowana do najważniejszych nagród sezonu: Independent Spirit Awards, Złoty Glob, Satelita czy Nagroda Gildii Aktorów Ekranowych. 25 stycznia 2011 roku została nominowana do Oscara dla najlepszej aktorki pierwszoplanowej.
W 2011 roku, na ekrany kin weszły trzy obrazy z Lawrence w obsadzie: pierwszy to spin-off popularnych filmów o X-Menach, film X-Men: Pierwsza klasa, w którym aktorka wcieliła się w postać Mystique. Drugim filmem jest obraz w reżyserii Jodie Foster Podwójne życie, gdzie aktorka partnerowała Melowi Gibsonowi. Zaś trzeci to film Do szaleństwa w reżyserii Drake’a Doremusa.
Wystąpiła również w dramacie futurystycznym Igrzyska śmierci w reżyserii Gary’ego Rossa. Obraz jest ekranizacją powieści Suzanne Collins. Na potrzeby filmu Lawrence brała udział w wielu treningach m.in. strzelania z łuku, wspinaczki, a także pilatesu i joggingu. Premiera filmu odbyła się 12 marca 2012 roku. Stał się on jednym z najbardziej dochodowych filmów w historii. Lawrence została po jego premierze jedną z najbardziej rozpoznawalnych aktorek na świecie.
Następnie aktorka pojawiła się w dramacie Davida O. Russella Poradnik pozytywnego myślenia, gdzie partnerowała m.in. Robertowi De Niro i Bradleyowi Cooperowi. Film otrzymał bardzo dobre recenzje krytyków filmowych, a także osiem nominacji do Oscara, w tym dla najlepszej aktorki pierwszoplanowej. Produkcja dostała również cztery nominacje do Złotych Globów, gdzie aktorka także została wytypowana jako najlepsza aktorka pierwszoplanowa. Ostatecznie obie te nagrody powędrowały do jej rąk.
Po tych sukcesach Forbes ogłosił, że została drugą najlepiej zarabiającą aktorką w 2013 roku, kiedy to za swoje role dostała 26 mln dolarów. Znalazła się za Angeliną Jolie, która zarobiła 33 mln dolarów. Uplasowała się również na 5 miejscu w rankingu 100 najseksowniejszych kobiet świata czasopisma Maxim.
W 2013 roku wystąpiła w kolejnej części Igrzysk śmierci: W pierścieniu ognia, otrzymując pozytywne recenzje. Aktorka zagrała również w dwóch następnych częściach sagi, opartych na ostatnim tomie Igrzysk śmierci: Kosogłos. Pierwsza część weszła na ekrany kin w listopadzie 2014, druga pojawiła się w listopadzie 2015 roku.
Na początku 2014 roku ukazał się kolejny film z Lawrence, American Hustle, który dostał aż 10 nominacji do Oscara i 7 nominacji do Złotych Globów. Produkcja zdobyła ostatecznie 3 Złote Globy dla najlepszej komedii lub musicalu, najlepszej aktorki w komedii lub musicalu, Amy Adams oraz dla najlepszej aktorki drugoplanowej Jennifer Lawrence. Gwiazda Igrzysk śmierci była nominowana za ten film po raz trzeci do nagrody Akademii, przez co stała się pierwszą aktorką, która otrzymała trzy nominacje do Oscarów w wieku 23 lat. Nagrodę Akademii otrzymała jednak Lupita Nyong’o za film Zniewolony.
23 maja 2014 na ekranach kin ukazał się kolejny film z jej udziałem X-Men: Przeszłość, która nadejdzie. Zagrała również w kontynuacji tego filmu X-Men: Apocalypse, który ukazał się w 2016 roku.
W biograficznym komediodramacie Joy w reżyserii Davida O. Russella Lawrence zagrała tytułową rolę, postać amerykańskiej milionerki i businesswoman Joy Mangano, która po wielu życiowych porażkach stworzyła własne finansowe imperium dzięki wynalezieniu tzw. cudownego mopa (ang. Miracle Mop). Był to trzeci wspólny projekt duetu Lawrence – Russell (po Poradniku pozytywnego myślenia i American Hustle). Za tę rolę otrzymała kolejną nominację do Oscara, co uczyniło ją najmłodszą aktorką z 4 nominacjami na koncie. Oscar ostatecznie powędrował do Brie Larson za rolę w filmie Pokój.
W 2015 i 2016 Jennifer Lawrence została uznana przez magazyn Forbes za najlepiej zarabiającą aktorkę na świecie.
We wrześniu 2017 roku na festiwalu w Wenecji premierę miał psychologiczny horror pt. mother! w reżyserii Darrena Aronofsky'ego, w którym główne role zagrali Jennifer Lawrence i Javier Bardem.
2 marca 2018 roku na ekrany polskich kin wszedł kolejny film z udziałem Lawrence, thriller szpiegowski Czerwona jaskółka, w reżyserii Francisa Lawrence'a.
W 2019 roku do kin weszła czwarta odsłona serii o mutantach X-Men: Mroczna Phoenix, w reżyserii Simona Kinberga. Jennifer powtórzyła w nim rolę zmiennokształtnej mutantki Raven Darkhölme / Mystique.
Od 2012 roku Jennifer Lawrence jest twarzą Diora, występuje w kampaniach reklamujących ubrania, kosmetyki oraz perfumy tej firmy.

## Życie prywatne
Lawrence jest daleką krewną (ang: 5th cousin once removed) aktora Jeremy'ego Rennera. Pokrewieństwo między nimi zostało odkryte przypadkowo, kiedy genealodzy serwisu Ancestry badali korzenie Lawrence. Sami aktorzy nie byli świadomi swojego pokrewieństwa, aż do momentu opublikowania artykułu przez serwis Ancestry oraz magazyn „People”.
Od 2018 jest w związku z dyrektorem galerii sztuki – Cooke'em Maroneyem. Zaręczyli się w lutym 2019 a pobrali się 19 października tegoż roku. W lutym 2022 roku Lawrence urodziła syna, Cy.

## Filmografia
Filmy fabularne
- 2006: Company Town jako Caitlin
- 2007: Not Another High School Show jako szalona dziewczyna
- 2008: Garden Party jako Tiffany
- 2008: The Poker House jako Agnes
- 2008: Granice miłości (The Burning Plain) jako Mariana
- 2010: Do szpiku kości (Winter’s Bone) jako Ree Dolly
- 2011: Podwójne życie (The Beaver) jako Norah
- 2011: X-Men: Pierwsza klasa (X-Men: First Class) jako Raven Darkholme / Mystique
- 2011: Do szaleństwa (Like Crazy) jako Samantha
- 2012: Devil You Know jako młoda Zoe
- 2012: Dom na końcu ulicy (House at the End of the Street) jako Elissa
- 2012: Igrzyska śmierci (The Hunger Games) jako Katniss Everdeen
- 2012: Poradnik pozytywnego myślenia (The Silver Linings Playbook) jako Tiffany Maxwell
- 2013: American Hustle (American Hustle) jako Rosalyn Rosenfeld
- 2013: Igrzyska śmierci: W pierścieniu ognia (The Hunger Games: Catching Fire) jako Katniss Everdeen
- 2014: X-Men: Przeszłość, która nadejdzie (X-Men: Days of Future Past) jako Raven Darkholme / Mystique
- 2014: Serena jako Serena Pemberton
- 2014: Igrzyska śmierci: Kosogłos. Część 1 (The Hunger Games: Mockingjay. Part 1) jako Katniss Everdeen
- 2015: Igrzyska śmierci: Kosogłos. Część 2 (The Hunger Games: Mockingjay. Part 2) jako Katniss Everdeen
- 2015: Joy jako Joy Mangano
- 2016: X-Men: Apocalypse jako Raven Darkholme / Mystique
- 2016: Pasażerowie (Passengers) jako Aurora Lane
- 2017: Mother! jako Matka
- 2018: Czerwona jaskółka (Red Sparrow) jako Dominika Egorova
- 2019: X-Men: Mroczna Phoenix (Dark Phoenix) jako Raven Darkholme / Mystique
- 2021: Nie patrz w górę (Don't Look Up) jako Kate Dibiasky
- 2022: Most (Causeway) jako Lynsey
- 2023: Bez urazy (No Hard Feelings) jako Maddie Barker

Seriale telewizyjne
- 2006: Detektyw Monk (Monk) jako Mascot
- 2007: Dowody zbrodni (Cold Case) jako Abby Bradford
- 2007–2008: Medium jako młoda Allison / Claire Chase
- 2007–2009: Terapia domowa (The Bill Engvall Show) jako Lauren Pearson

## Dyskografia
Single
- 2014: The Hanging Tree

## Nagrody i nominacje
- Oscar:
  - 2011: nominacja: Najlepsza aktorka pierwszoplanowa za film Do szpiku kości (2010)
  - 2013: wygrana: Najlepsza aktorka pierwszoplanowa za film Poradnik pozytywnego myślenia (2012)
  - 2014: nominacja: Najlepsza aktorka drugoplanowa za film American Hustle (2013)
  - 2016: nominacja: Najlepsza aktorka pierwszoplanowa za film Joy (2015)
- Złoty Glob:
  - 2011: nominacja: Najlepsza aktorka w dramacie za film Do szpiku kości (2010)
  - 2013: wygrana: Najlepsza aktorka w komedii lub musicalu za film Poradnik pozytywnego myślenia (2012)
  - 2014: wygrana: Najlepsza aktorka drugoplanowa za film American Hustle (2013)
  - 2016: wygrana: Najlepsza aktorka w komedii lub musicalu za film Joy (2015)
  - 2022: nominacja: Najlepsza aktorka w komedii lub musicalu za film Nie patrz w górę (2021)
  - 2024: nominacja: Najlepsza aktorka w komedii lub musicalu za film Bez urazy (2023)
- BAFTA:
  - 2013: nominacja: Najlepsza aktorka pierwszoplanowa za film Poradnik pozytywnego myślenia (2012)
  - 2014: wygrana: Najlepsza aktorka drugoplanowa za film American Hustle (2013)
- Saturny:
  - 2013: wygrana: Najlepsza aktorka za film Igrzyska śmierci (2012)
  - 2014: nominacja: Najlepsza aktorka za film Igrzyska śmierci: W pierścieniu ognia (2013)
  - 2015: nominacja: Najlepsza aktorka za film Igrzyska śmierci: Kosogłos. Część 1 (2014)
- People’s Choice:
  - 2012: nominacja: Ulubiony superbohater za film X-Men: Pierwsza klasa (2011)
  - 2013: wygrana: Ulubione ekranowe dopasowanie za film Igrzyska śmierci (2012)
  - 2013: wygrana: Ulubiona ‘twarz bohaterska’ za film Igrzyska śmierci (2012)
- Critics Choice:
  - 2011: nominacja: Najlepszy młody aktor / aktorka za film Do szpiku kości (2010)
  - 2013: nominacja: Najlepsza aktorka za film Poradnik pozytywnego myślenia (2012)
  - 2013: wygrana: Najlepsza aktorka w komedii za film Poradnik pozytywnego myślenia (2012)
  - 2013: wygrana: Najlepsza aktorka w filmie akcji za film Igrzyska śmierci (2012)
  - 2014: nominacja: Najlepsza aktorka w filmie akcji za film Igrzyska śmierci: W pierścieniu ognia (2013)
  - 2014: nominacja: Najlepsza aktorka drugoplanowa za film American Hustle (2013)
  - 2015: nominacja: Najlepsza aktorka w filmie akcji za film Igrzyska śmierci: Kosogłos. Część 1 (2014)
  - 2016: nominacja: Najlepsza aktorka w komedii za film Joy (2015)
  - 2016: nominacja: Najlepsza aktorka za film Joy (2015)
  - 2016: nominacja: Najlepsza aktorka w filmie akcji za film Igrzyska śmierci: Kosogłos. Część 2 (2015)
- MTV:
  - 2012: nominacja: Najlepszy pocałunek za film Igrzyska śmierci (2012)
  - 2012: nominacja: Najlepsza obsada za film Igrzyska śmierci (2012)
  - 2012: nominacja: Najlepszy bohater za film Igrzyska śmierci (2012)
  - 2012: wygrana: Najlepsza scena walki za film Igrzyska śmierci (2012)
  - 2012: wygrana: Najlepsza aktorka za film Igrzyska śmierci (2012)
  - 2013: nominacja: Najlepszy moment muzyczny za film Poradnik pozytywnego myślenia (2012)
  - 2013: nominacja: Najlepiej odegrana scena przerażenia za film Dom na końcu ulicy (2012)
  - 2013: wygrana: Najlepszy pocałunek za film Poradnik pozytywnego myślenia (2012)
  - 2013: wygrana: Najlepsza aktorka za film Poradnik pozytywnego myślenia (2012)
  - 2014: nominacja: Najlepszy pocałunek za film American Hustle (2013)
  - 2014: nominacja: Najlepszy moment muzyczny za film American Hustle (2013)
  - 2014: nominacja: Najlepsza scena walki za film Igrzyska śmierci: W pierścieniu ognia (2013)
  - 2014: wygrana: Najlepsza aktorka za film Igrzyska śmierci: W pierścieniu ognia (2013)
  - 2015: nominacja: Najlepszy bohater za film Igrzyska śmierci: Kosogłos. Część 1 (2014)
  - 2015: nominacja: Najlepsza aktorka za film Igrzyska śmierci: Kosogłos. Część 1 (2014)
  - 2015: wygrana: Najlepszy moment muzyczny za film Igrzyska śmierci: Kosogłos. Część 1 (2014)
  - 2016: nominacja: Najlepsza rola w filmie akcji za film Igrzyska śmierci: Kosogłos. Część 2 (2015)
  - 2016: nominacja: Najlepsza aktorka za film Joy (2015)
  - 2016: wygrana: Najlepszy bohater za film Igrzyska śmierci: Kosogłos. Część 2 (2015)